# San Javier de Loncomilla
San Javier de Loncomilla é uma comuna da província de Linares, localizada na Região de Maule, Chile. Possui uma área de 1.313,4 km² e uma população de 37.793 habitantes (2002).